# جوزيف باولو
جوزيف باولو (بالإنجليزية: Joseph Paulo)‏ هو لاعب دوري الرغبي نيوزيلندي، ولد في 2 يناير 1988 في أوكلاند في نيوزيلندا.

## روابط خارجية
- جوزيف باولو على موقع ItsRugby.co.uk (الإنجليزية)